# Pointe-Saint-Charles
Pour l’article homonyme, voir Pointe Saint-Charles.
Pointe-Saint-Charles, dans l'arrondissement du Sud-Ouest, est le plus ancien quartier de Montréal après le Vieux-Montréal. Situé à la sortie du pont Victoria et du pont Samuel-De Champlain, il est desservi en transport en commun par la station de métro Charlevoix et les lignes d'autobus 57, 61, 71, 101 et 107. Le quartier fut nommé en l'honneur de l'évêque Charles Borromée, saint patron de Charles Le Moyne.
Ce quartier riche en végétation, parcs et espaces publics est de plus en plus convoité par la génération Y. À proximité du marché Atwater, Pointe-Saint-Charles possède près de dix kilomètres d'aménagements cyclables et est bien adapté aux modes de vie actifs.

## Histoire
À l’origine, le territoire du quartier Pointe-Saint-Charles est nommé Teiontiakon par les Autochtones, qui y pêchent et y chassent l’oie. En 1654, cette pointe de terre fertile et marécageuse de 90 arpents est concédée à Charles Le Moyne par Paul de Chomedey de Maisonneuve. Pour témoigner de l'époque du Régime français, on peut encore visiter la maison Saint-Gabriel, qui a accueilli les filles du Roy de 1668 à 1673 et qui a conservé son architecture d'antan. 
Avec l'ouverture du canal de Lachine en 1825, de nombreuses industries vinrent s'établir à proximité et le quartier se transforma alors pour accueillir leurs nombreux ouvriers. À cette même époque survient la Grande Famine en Irlande et de nombreux Irlandais s'exilent au Québec à la recherche d'une vie meilleure. Pointe-Saint-Charles sera leur principal lieu d'accueil à Montréal, notamment à cause des emplois non qualifiés qui y sont offerts. Au début du XXIe siècle, on retrouve beaucoup de descendants d'Irlandais dans le quartier, qui accueille aussi une importante population francophone.  
Cependant, avec la fermeture du canal de Lachine en 1970, les industries partirent et laissèrent derrière elles de nombreux chômeurs et une grande pauvreté, qui apportera un grand vent de solidarité citoyenne.

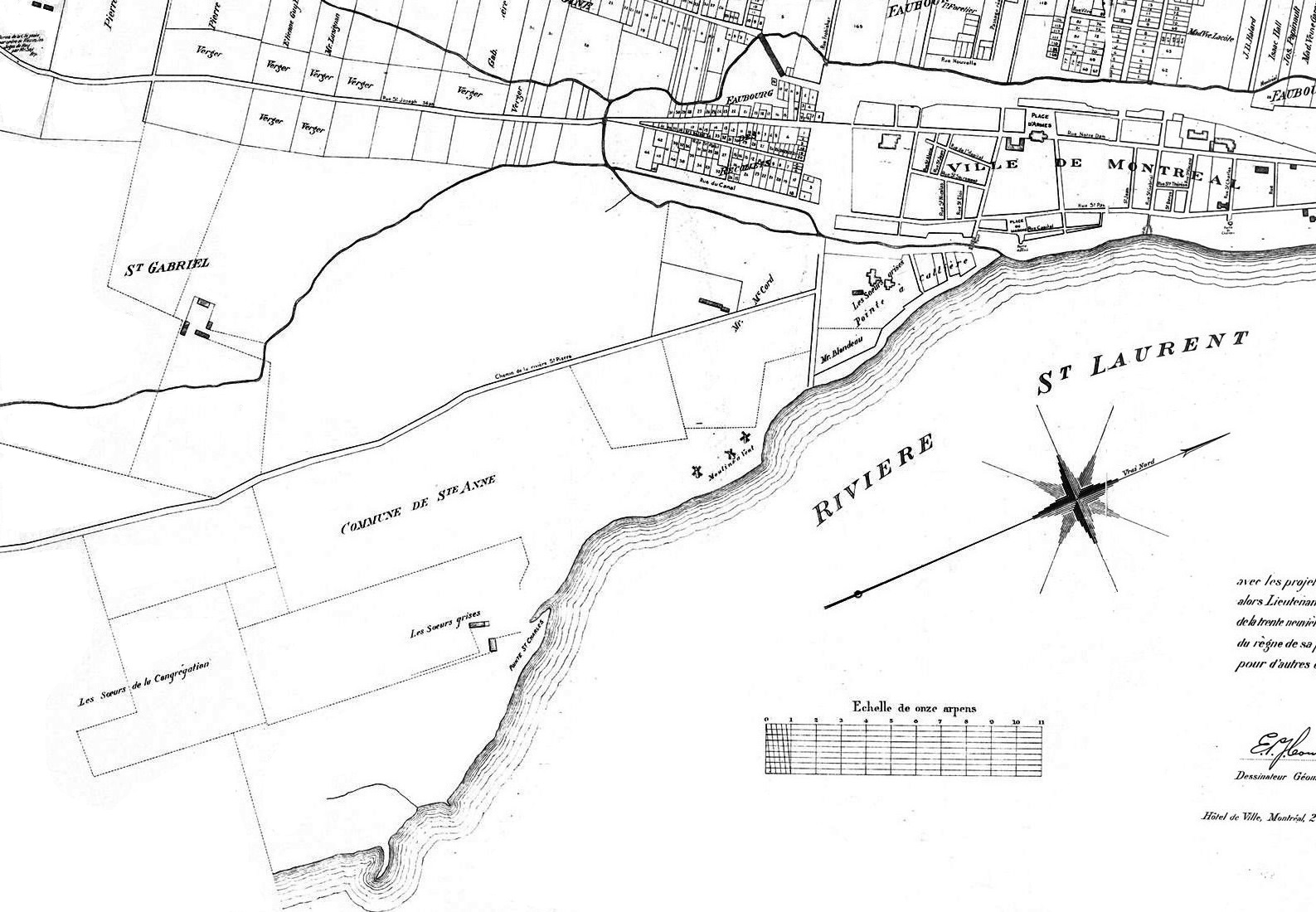
Sur une carte de 1801
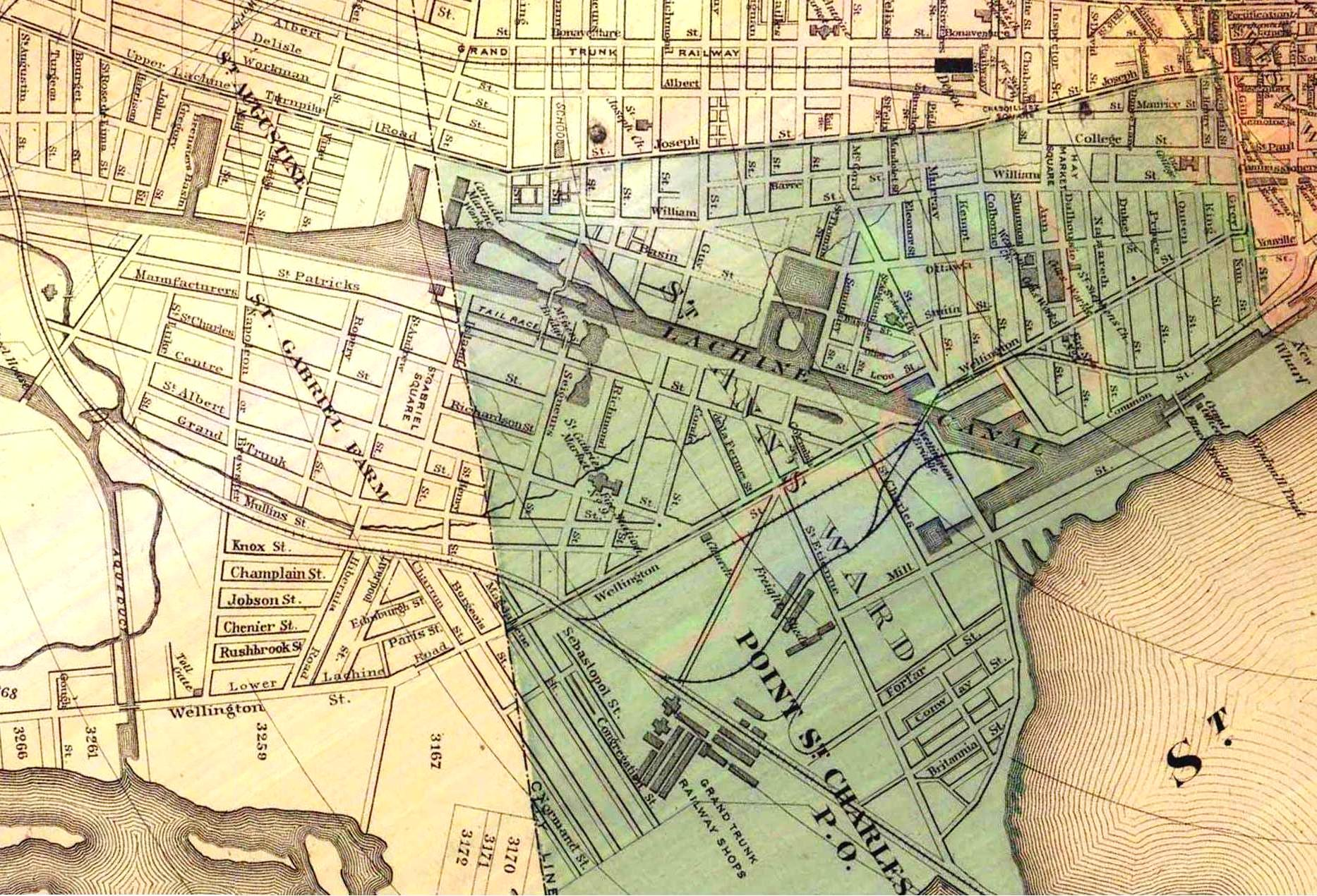
Sur une carte de 1859

## Situation
Le quartier se caractérise par le faible statut socio-économique de sa population, bien qu'un processus de gentrification soit en cours. En effet, avec la réouverture du canal de Lachine à la navigation de plaisance en 2002, plusieurs anciennes industries, dont la fameuse usine de sucre Redpath, furent transformées en appartements de luxe. Pointe-Saint-Charles est aussi reconnue pour la force de ses organisations communautaires qui conservent l'héritage des nombreuses luttes qui y ont été livrées.

## Un quartier en mutation

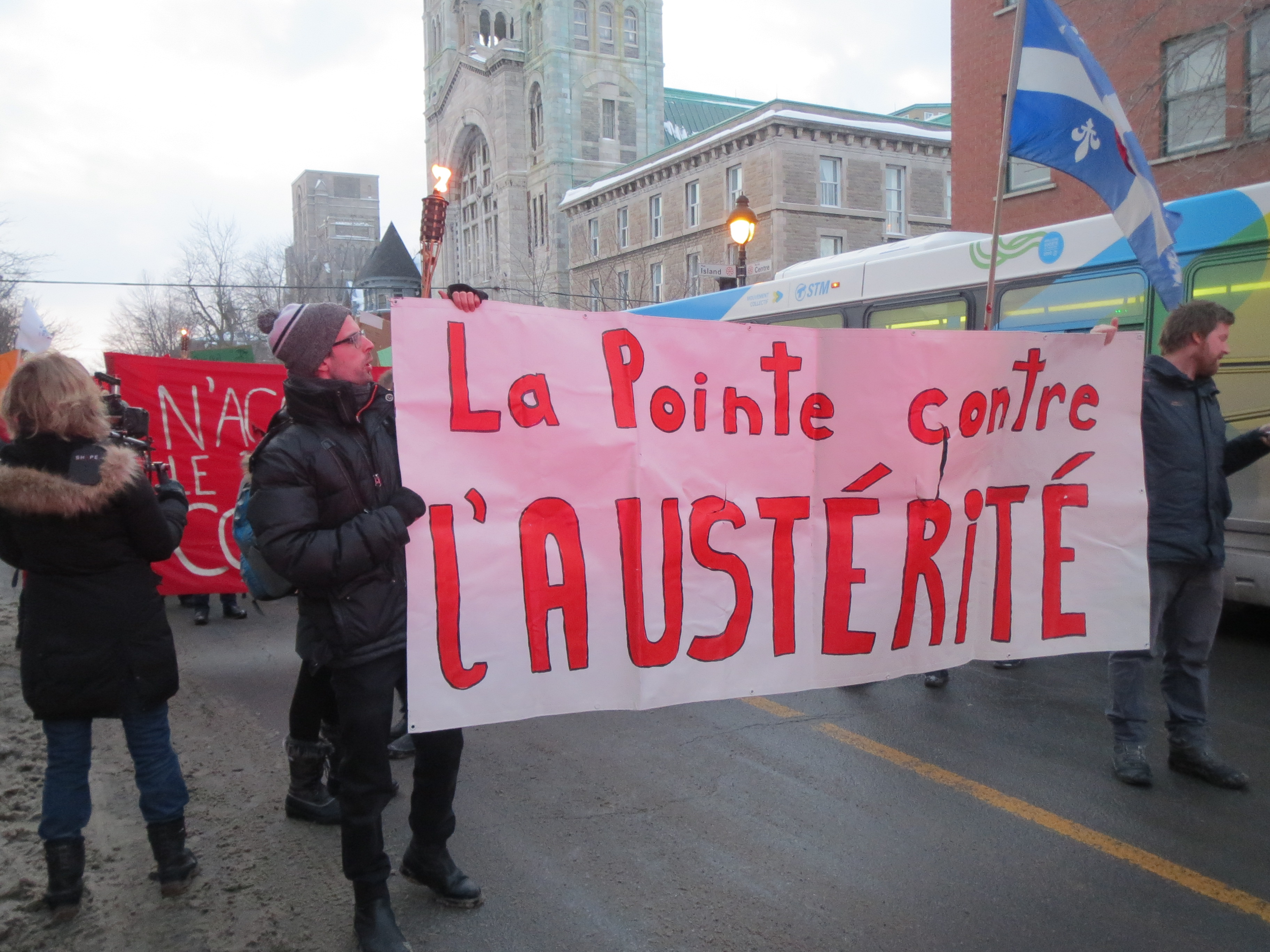
Manifestation contre l'austérité organisée par les groupes communautaires de Pointe-Saint-Charles le 25 février 2015.

En 1966, sous la gérance du maire Jean Drapeau, le secteur du Village-aux-Oies, délimité par les rues Bridge, Forfar, Britannia et Riverside, fut complètement démoli en vue de l'Exposition universelle de 1967. Il n'existe plus aucune trace de ces anciennes rues, mis à part la rue Bridge et un petit bout de la rue Riverside, connectées à la rue Mill et longeant l'autoroute Bonaventure. Sur cet emplacement, on trouve un centre de tri de Postes Canada et un vaste stationnement qui sert aux employés du Casino de Montréal, desservi par un service de navette d'autobus. Les citoyens qui habitaient ce petit quartier enclavé entre le pont Victoria et la rue Mill furent expropriés et relocalisés ailleurs dans la ville.  

### Gentrification
Depuis déjà quelques années, la gentrification du quartier de Pointe-Saint-Charles continue. En seulement quelques années, on compte pas moins de 5 000 condos qui ont été construits (ou prévoit l'être prochainement), telle la conversion du Nordelec en plus de 1 100 condos et lofts authentiques. Avec le redéveloppement d'envergure de son quartier voisin Griffintown, le quartier de Pointe-Saint-Charles est un endroit très convoité par les investisseurs, entre autres dû au fait qu'il se situe à une vingtaine de minutes à pied du centre-ville de Montréal.

## Engagement citoyen
Fortement ancré dans le quotidien des citoyens de Pointe Saint-Charles, l'engagement citoyen y est significatif depuis les années 1970. Encore aujourd'hui, une partie des gens du quartier se rassemblent, discutent, manifestent et luttent pour le mieux-être collectif. En 2012, les pressions populaires ont même amené le maire de l’arrondissement, Benoit Dorais, à imposer la construction de 20 % de logements sociaux à tous grands projets de construction résidentielle. Voici des exemples de réalisations sociales : 

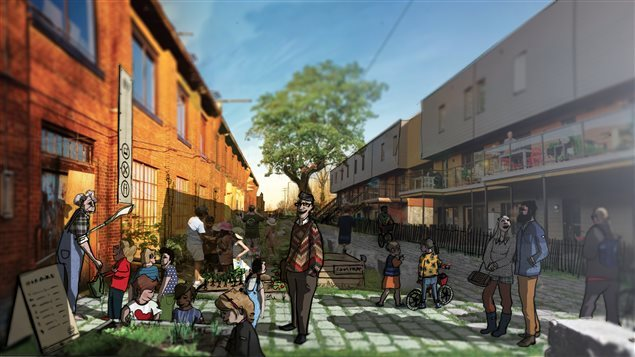
Ébauche du Bâtiment 7.

- création de la première clinique de santé communautaire, par des étudiants de l'Université McGill ;
- premières coopératives d'habitation du Québec (27 % de logements sociaux en 2016) ;
- propositions d'aménagements citoyennes[7] ;
- lutte contre le déménagement du casino de Montréal en 2006[8] ;
- manifestation populaire contre l'austérité du gouvernement Couillard en 2015.
- lutte pour la reprise en charge du Bâtiment 7, sur les anciens terrains du Canadien National, pour y établir un centre de la petite enfance (CPE), une maison de naissance, des organismes communautaires, une microbrasserie, l'épicerie Le Détour, etc., qui seraient gérés par des citoyens[9].

Un documentaire d'Ève Lamont publié en 2016, Le chantier des possibles, présente divers aspects de la lutte sociale engagée par les citoyens de Pointe-Saint-Charles.

## Attraits
On trouve à Pointe-Saint-Charles le pont Victoria, emprunté chaque jour par des milliers de gens et considéré comme la huitième merveille du monde en 1853. Il y a aussi, sur le quai de la Pointe-du-Moulin-à-Vent, le fameux défunt élévateur à grain numéro 5, le plus vieil élévateur en Amérique, désaffecté en 1995. 
- Maison Saint-Gabriel;
- Livraison de pain en véhicule hippomobile[11];
- Églises voisines Saint-Charles et Saint-Gabriel;
- Northern Electric Co. Ltd.;
- Pont rotatif Charlevoix;
- Écluse des seigneurs;
- Usine Sucrerie Redpath;
- Tunnel Atwater;
- Minoterie Farine Five Roses;
- Autoroute 10 (section nommée l'autoroute Bonaventure);
- Cité du Cinéma Mel's;
- Studios de cinéma MTL Grandé[12];
- Canal de Lachine;
- YMCA de Pointe-Saint-Charles;
- École primaire francophone Charles-Lemoyne et Jeanne-LeBer;
- Parc Marguerite-Bourgeois;
- Siège social d'Uber.

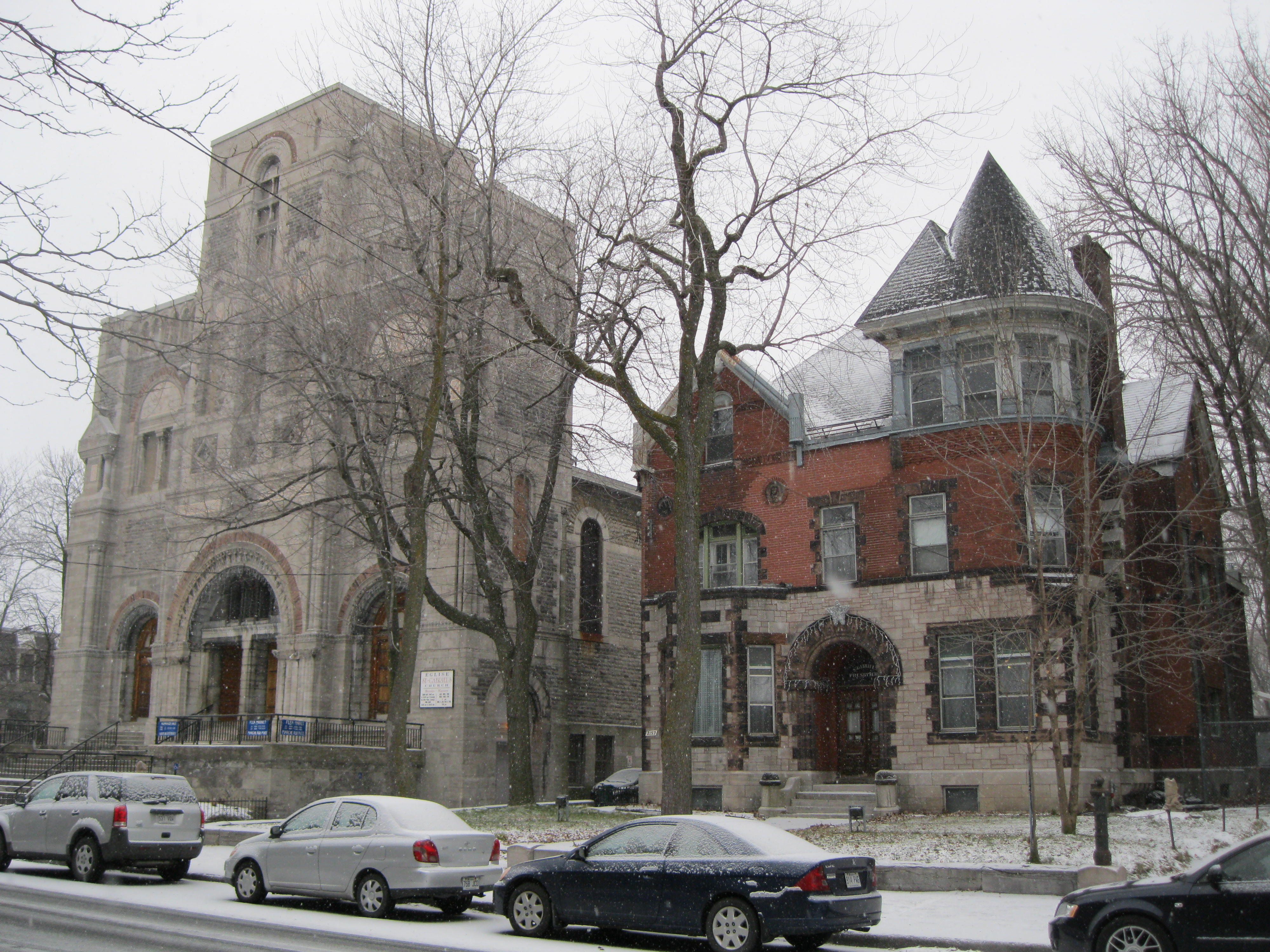
Église Saint-Gabriel
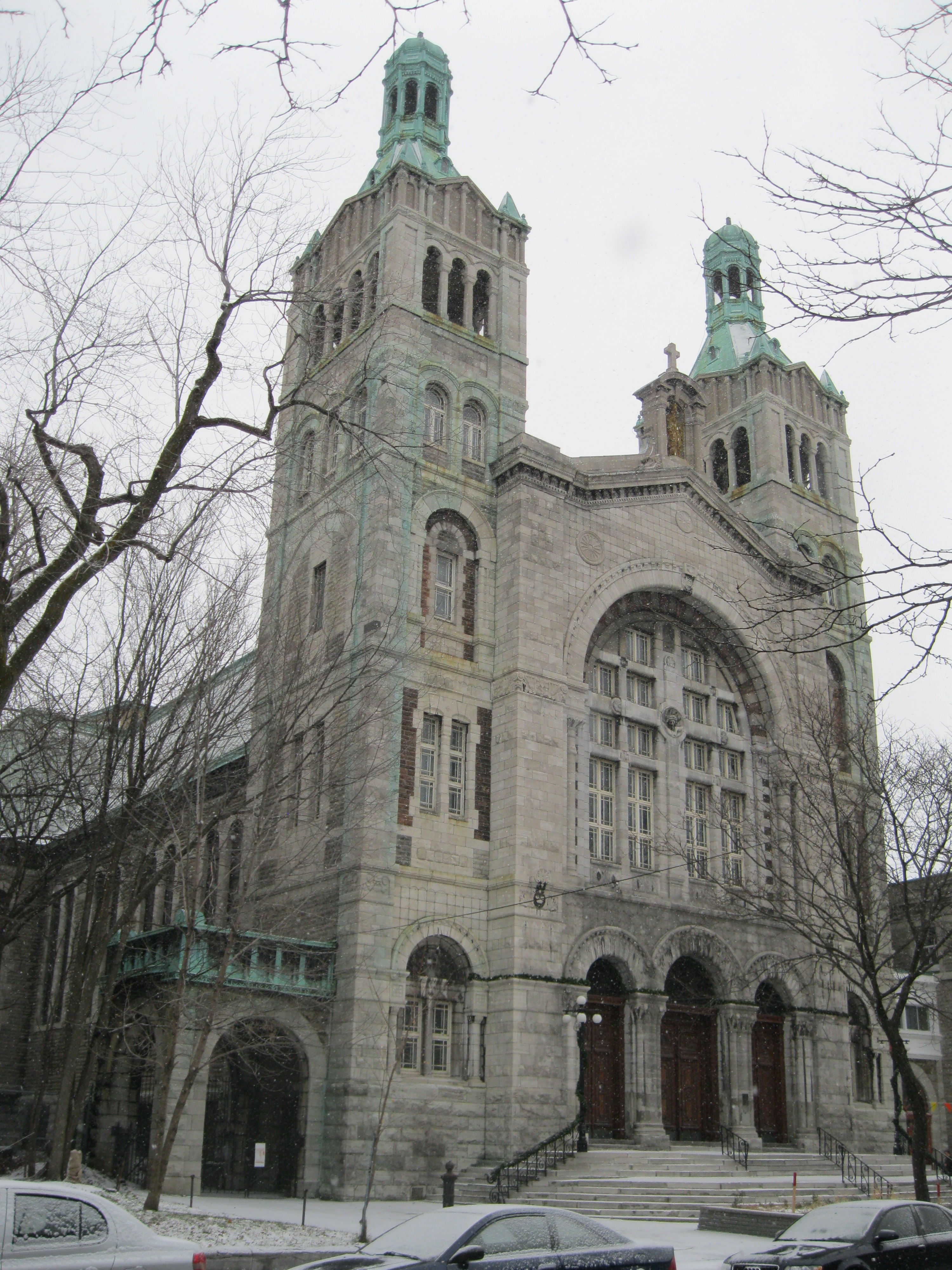
Église Saint-Charles
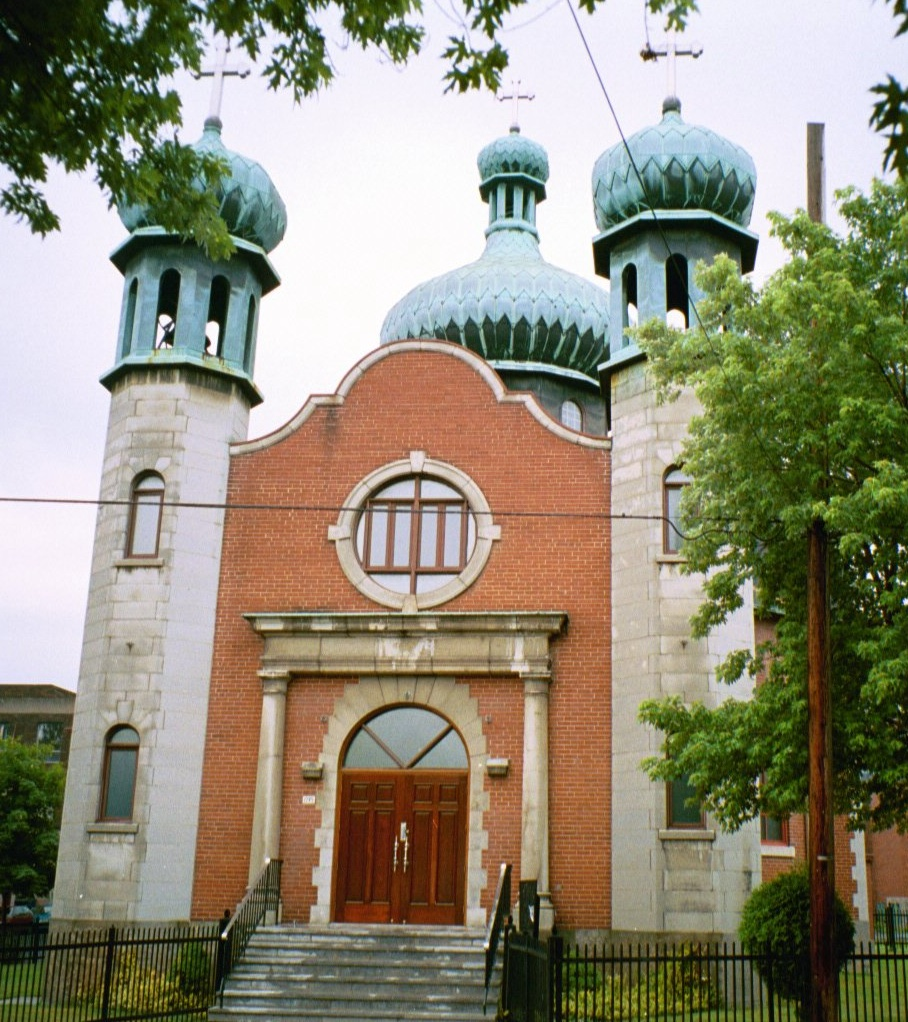
Église grecque-catholique ukrainienne
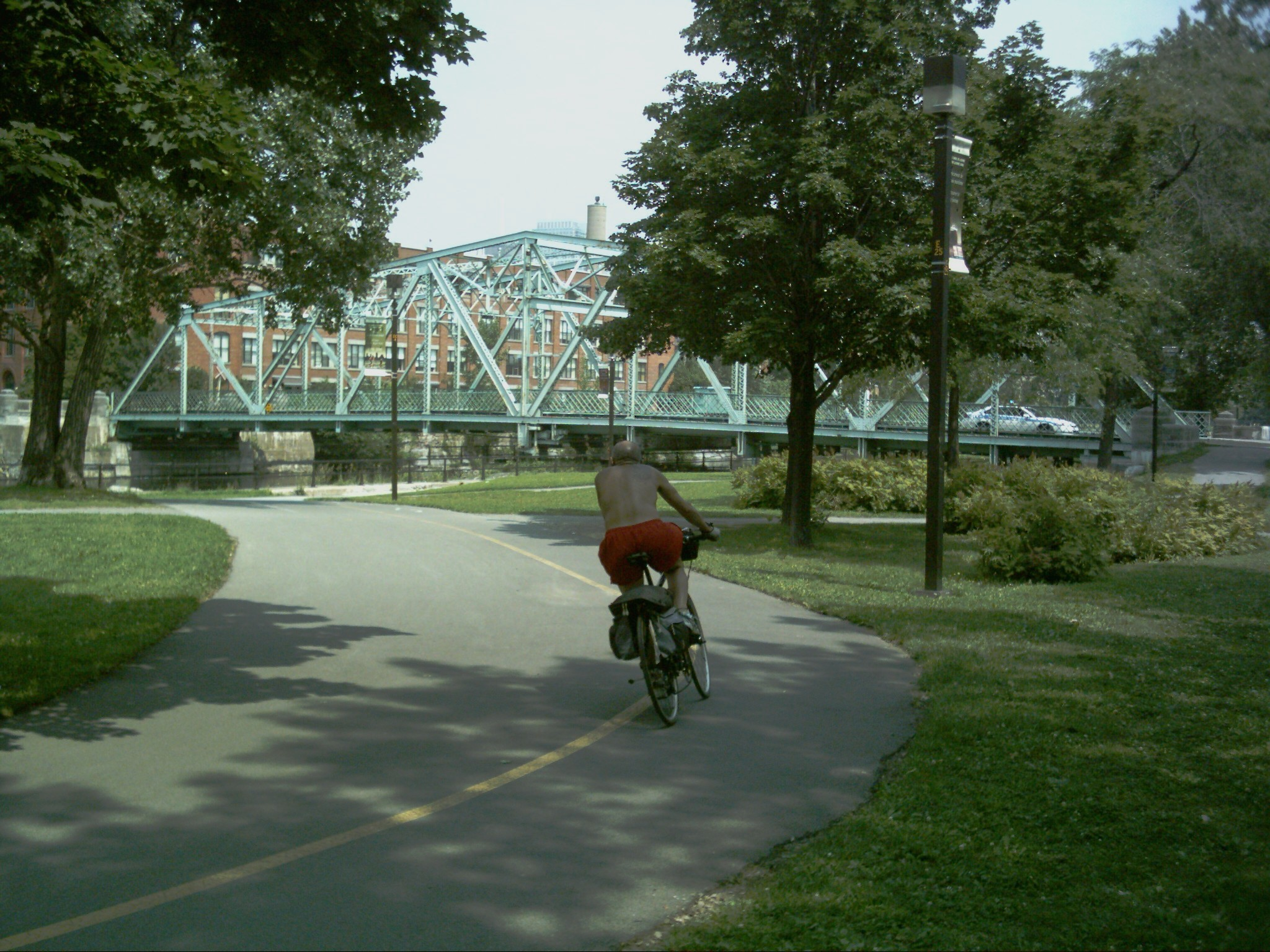
Pont Charlevoix vu de la piste cyclable